# Cythere phylloides
Cythere phylloides is een mosselkreeftjessoort uit de familie van de Cytheridae. De wetenschappelijke naam van de soort is voor het eerst geldig gepubliceerd in 1912 door Chapman.